# Charles Fox Parham
Charles Fox Parham (4 de junho de 1873 — 29 de janeiro de 1929) foi um pregador estadunidense, sendo considerado um instrumento fundamental na formação do pentecostalismo. Parham também criou um movimento chamado de Apostolic Faith (Fé Apostólica), constituído por igrejas independentes (inicialmente chamadas "missões") que cresceram no sul e no oeste dos Estados Unidos, onde ele realizava as suas reuniões. Embora a imprensa fora inicialmente favorável em algumas das áreas onde Parham ministrava, algumas das maiores igrejas de linha principal, e a hierarquia eclesiástica da cidade de Sião, não foram favoráveis ao seu ministério e fizeram de tudo para que os seus ensinamentos não prosseguissem. Como resultado, alguns relatórios da imprensa tornaram-se mais negativos a medida que o seu ministério se aproximava do seu ápice entre 1906 e 1907[carece de fontes?].
Parham foi uma figura controversa em todo o seu ministério. Como um jornal comentou em 1916: "Ele é um dos mais amados e ao mesmo tempo um dos mais odiados homens em todo os Estados Unidos."
A edição da "San Antonio Light", San Antonio Texas, dizia que Parham foi detido por causa de imoralidades.  As acusações nunca alcançaram o estágio de indiciamento, pois não havia nenhuma evidência que merecesse reconhecimento legal. Até mesmo o advogado da cidade "estava satisfeito apesar de todo o trabalho".

## Biografia

### Vida e carreira
Parham havia atuado como pastor de uma igreja metodista e Assembleia de Deus, sua decisão em abandonar esta igreja metodista estava na crença pessoal na cura divina. [carece de fontes?]
Parham, na cidade de Topeka, no Kansas, fundou a Bethel Bible College, uma instituição que ficou conhecida pela prática da cura divina, assistência material e espiritual a pessoas de origem humilde e que estavam dispostas a atuar como missionários. [carece de fontes?]
O canal utilizado por Parham para a disseminação dos conceitos era o jornal The Apostolic Faith, os metodistas americanos ensinavam a seus fiéis sobre duas bênçãos fundamentais aos cristãos, eram elas a conversão e santificação, a teologia de Parham ensinava sobre a necessidade da terceira bênção: o batismo pelo Espírito Santo. [carece de fontes?]
No ano de 1905, Charles Parham muda-se para Houston, no Texas, onde funda um nova escola bíblica, onde teve como um de seus alunos William Seymour, que assitia às aulas sentado numa cadeira posta no corredor, por ser negro em um período racista. William Seymour mais tarde tornou-se líder do avivamento em Los Angeles.
Segundo Leonildo Silveira Campos (2005) a historiografia pentecostal apresenta certo desconforto em relação a Charles F. Parham, os motivos seriam: “acusações de sodomia, de suas notórias inclinações racistas e simpatias com a Ku Klux Klan  a qual ele participava antes de se converter. [carece de fontes?]
E também por defender algumas doutrinas consideradas estranhas pelos americanos, entre outras, a crença de que os anglo-saxões seriam descendentes das dez tribos perdidas de Israel após o exílio na Assíria”. Nas Palavras do Professor de História, Fábbio Xavier. [carece de fontes?]

## Legado
O Centro Charles F. Parham de Estudo Pentecostal-Carismático é um "mecanismo de investigação independente" no campus da South Texas Bible Institute, em Houston, Texas. É uma das várias organizações que consideram Parham o líder fundador do movimento pentecostal.
A principal contribuição de Parham, foi sua interpretação doutrinária do Batismo no Espírito Santo e o requerimento de falar em línguas como prova desse batismo. [carece de fontes?]

## Trabalhos
- A Voice Crying in the Wilderness (Baxter Springs, KS: Apostolic Faith Bible College, 1902)
- The Everlasting Gospel (Baxter Springs, KS: Apostolic Faith Bible College, 1911)
- Selected Sermons of the Late Charles F. Parham, ed Sarah E. Parham (Baxter Springs, KS: Apostolic Faith Bible College, 1941)
- The Life of Charles F. Parham, Founder of the Apostolic Faith Movement, by Sarah E. Parham (Baxter Springs, KS: Apostolic Faith Bible College, 1930)